# بانویی پشت پنجره
بانویی پشت پنجره (انگلیسی: The Woman in the Window) فیلمی در ژانر جنایی، درام و نوآر به کارگردانی فریتس لانگ است که در سال ۱۹۴۴ به نمایش درآمد.

## چکیده داستان
پروفسور روانشناسی به نام ریچارد وانلی در راه باشگاهش متوجه نقاشی زن جوانی پشت پنجره در ویترین یک آتلیه می‌شود. این بوم او را مجذوب خود می‌کند، به ویژه که مدل زیبای بوم نقاشی را درست چند لحظه بعد در همان حوالی ملاقات می‌کند. نامش آلیس رید است و از او دعوت می‌کند تا سر شب را در خانه او بگذرانند.
در حالی که آنها در اتاق نشیمن با هم گرم گفتگو هستند و آماده باز کردن در بطری دوم شامپاین، ناگهان سر و کله مردی پیدا می‌شود؛ در برابر چشمان شگفت زده پروفسور وانلی، تازه‌وارد بلافاصله با خشمی از روی حسادت، با خشونت به خانم رید سیلی می‌زند، روی وانلی می‌پرد و سعی می‌کند او را خفه کند. بعد آلیس یک قیچی به دست وانلی می‌دهد و وانلی برای دفاع از خود با آن مهاجم را می‌کشد. پروفسور وانلی نخست می‌خواهد به پلیس زنگ بزند، اما از ترس اینکه عوارض قانونی و پوشش رسانه ای این پرونده زندگی خانوادگی و نیز شغلیش را خراب کند، تجدید نظر می‌کند. زن و مرد نمی‌دانند با جسد چه باید بکنند. سرانجام وانلی تصمیم می‌گیرد جسد را با ماشینش به خارج از شهر منتقل کند، و آنرا در جنگل پنهان کند.
به جز رابطه ای که خانم رید برای چند ماه با این مرد داشته، هیچ چیز دیگر در موردش نمی‌داند. باری، معلوم می‌شود که فرد ناشناس سرمایه‌دار بسیار مهمی در امور مالی رده بالای آمریکا بوده‌است؛ خبر ناپدید شدن او تیتر همه روزنامه‌ها می‌شود، برای کسی که این بازرگان را پیدا کند، پاداشی تعیین می‌شود. چند روز پس از گزارش ناپدید شدن او، پیشاهنگ‌های جوان در یک پیاده‌روی جسد را پیدا می‌کنند.
سپس تعقیب و جستجو برای یافتن قاتل او آغاز می‌شود: پلیس برای دستگیری قاتل تحقیق می‌کند. ریچارد وانلی به لطف ارتباطاتش، بدبینانه در جستجوی قاتل به همراه تحقیقگران پلیس شرکت می‌کند…
تحقیقات پیشرفت می‌کند و دایره جستجو تنگتر شده، بر پروفسور و همدستش متمرکز می‌شود. یک باج گیر با آگاهی از حقیقت پیش می‌آید و از آنها پول می‌خواهد تا در این باره سکوت کند … چون دخالت آنها در این قتل در آستانه برملا شدن است، فشار اندوه بر وانلی و رید غیرقابل تحمل می‌شود.
وانلی، ناامید، دراتاقش به خواب می‌رود. اما وقتی از خواب بیدار می‌شود با تسکین و خرسندی متوجه می‌شود که فقط در باشگاهش به خواب رفته و همه اینها کابوسی بیش نبوده … این قتل و ماجراهای پیرامون آن فقط نتیجه صحنه‌هایی از رؤیا بوده… او همچنین درمی یابد که اطرافیانش همان آدمهای این رؤیای بد بوده‌اند. سپس با ترک باشگاهش می‌رود و نگاهی به آن بوم نقاشی می‌کند که به شدت او را تحت تأثیر قرار داده بود.

## بازیگران
- ادوارد جی. رابینسون
- جون بنت
- ریموند مسی
- دن دوریا
- دورتی پیترسون
- ادموند برئون
- ویندم استندینگ
- رابرت بلیک
- الک کریگ
- بس فلاور
- فرانسیس موریس
- فرانک میلز
- هری هیدن
- فرد گراهام
- آیریس ادرین
- اسپنکی مک‌فارلند
- توماس جکسون
- فرد گراهام